# Раздел (стратиграфическое подразделение)
Раздел — единица Общей стратиграфической шкалы, используемая в качестве подразделения, подчиненного отделу (надразделу) четвертичной системы. Раздел имеет биостратиграфическую и климатостратиграфическую характеристики. Он соответствует относительно длительному этапу развития климата и охватывает несколько крупных климатических ритмов.
Стратиграфический объем раздела определяется совокупностью стратотипов звеньев или ступеней.
Разделы имеют собственные наименования, например, в четвертичной системе — эоплейстоценовый раздел или эоплейстоцен